# Колуччи, Марио
Марио Колуччи (итал. Mario Colucci; род. 1932, Рим) — итальянский кинорежиссёр и сценарист. За свою карьеру Колуччи снял один фильм ужасов и один вестерн, участвовал в написании сценария к 7 фильмам, а также помогал режиссёру в одном фильме. Также писал музыку для кинофильмов.

## Карьера в кино
Кинокарьера Марио Колуччи начинается с картины 1960 года L’ultima preda del vampiro режиссёра Пьеро Реньоли, в которой Колуччи. Первой режиссёрской работой Колуччи явилась картина 1968 года Око за око (режиссёр использовал псевдоним Рэй Кэллоуэй). В 1971 году Колуччи снимает фильм ужасов Что-то крадётся в темноте, который Луис Поль в своей книге Italian Horror Film Directors назвал одним из тех недооцененных фильмов, которые ожидают своего повторного «открытия».

## Фильмография
| Год  | Русское наименование      | Оригинальное наименование      | Кто                 |
| ---- | ------------------------- | ------------------------------ | ------------------- |
| 1971 | Что-то крадётся в темноте | Qualcosa striscia nel buio     | Режиссёр, сценарист |
| 1968 | Око за око                | Vendetta per vendetta          | Режиссёр            |
| 1967 |                           | Destino: Estambul 68           | Сценарист           |
| 1967 |                           | El hombre del puño de oro      | Сценарист           |
| 1965 |                           | Agente Z 55 missione disperata | Сценарист           |
| 1964 |                           | Una sporca faccenda            | Сценарист           |
| 1963 |                           | Il pirata del diavolo          | Сценарист           |
| 1962 |                           | Il segno del vendicatore       | Сценарист           |
| 1960 |                           | L’ultima preda del vampiro     | Помощник режиссёра  |